# NGC 1189
NGC 1189 is een balkspiraalstelsel in het sterrenbeeld Eridanus. Het hemelobject werd in 1886 ontdekt door de Amerikaanse astronoom Francis Preserved Leavenworth.

## Synoniemen
- PGC 11503
- MCG -3-8-61
- HCG 22C